# 金曜日の仔猫
『金曜日の仔猫』（きんようびのこねこ）は、2003年6月20日にEmuより発売されたアダルトゲームである。Emuの5作目に当たる作品である。
この当時のEmu作品の他の例に漏れず、作中音楽および主題歌はI'veが担当している。システムボイスも攻略対象の4人（1人+3匹？）の中から選べるようになっている。

## あらすじ
主人公の秋山陽介は、金曜日の下校途中に仔猫のみいゆを拾う。
仔猫といっても四足歩行動物のネコではなく、人間とのコミュニケーションや人間に近い判断を行なえるように動物に遺伝子改良を施して作られたペット「ペット・ヒューマノイド」である。
級友の清美姫、清美のペットである伏の協力の下、ペット・ヒューマノイド「みいゆ」との同居生活が始まる。

## 背景世界とその歴史
ゲームの設定世界は近未来とされている。
2031年に核を用いた世界的な大戦が起こり、これによって人口は半減してしまう。戦後の復興には時間がかかるものと思われたが、それを打開したのは戦中にも姿を現していた「デミ・ヒューマノイド」（強靭な生命力の動物の遺伝子をもつ新人類）であった。しかし、復興後、人類との間で争いが起こり、デミ・ヒューマノイドは大戦の廃都市に逃げ延び、今もなお対立関係が続いている。デミ・ヒューマノイドの出自は定かとはなっていないが、某国で開発された軍事兵器ではないかとの説がある。
「ペット・ヒューマノイド」は、デミ・ヒューマノイドの技術に注目した企業が愛玩動物を対象に遺伝子改良することで作り上げた新世代のペットである。人間に対するクローン技術の応用には（ゲーム発売当時の実世界においても）世界的に禁止されているが、動物に対する遺伝子改良を前面に掲げることで、この技術は世間に認められるものとなっている。ペット・ヒューマノイドは、遺伝子操作によって繁殖能力を抑えてある反面、免疫力が低下しており、ペットを飼うには健康管理に注意する必要があるとされている。
作品の舞台は、ペット・ヒューマノイド登場後、約10年後の世界である。流行っているペットは犬、猫そして虎である。

## 登場キャラクター

### メインキャラクター
秋山陽介（あきやま ようすけ）
主人公。学生。父親は大手情報通信機器会社の管理職。母親はデミ・ヒューマノイドの暴動によって亡くしている。
みいゆ
声：草柳順子
ペット・ヒューマノイド（猫）。雨の中、置き去りにされているところを主人公に拾われる。ペットとしての教育がまだ行なわれておらず、善悪の区別がつかない、トラブルメーカー的存在。
身長：146cm 体重：41kg B：77 W：56 H：78
清美姫（きよみ ひめ）
声：歌織
主人公の同級生。大企業の重役の娘だが、お嬢様的性格ではなく、気さくで誰とでもよく話す性格。父親が軍事産業関連の企業に勤めているため反対組織から狙われることも多く、伏は単なるペットではなく清美の護衛目的も兼ねている。しかし、清美は護衛されていることをよしと思っておらず、伏に対してだけは強く当たる。
身長：159cm 体重：51kg B：84 W：58 H：86
伏（ふせ）
声：西田こむぎ
清美のペット・ヒューマノイド（犬）。清美の父によって、姫の護衛役として行動している。軍事用プロトタイプであり、標準的な防犯ロックであれば簡単に解いてしまうなど、単なるペット・ヒューマノイドとは性能が格段に異なる。
身長：170cm 体重：56kg B：88 W：87 H：87
まあや
声：一色ヒカル
みいゆが拾ってくるペット・ヒューマノイド（猫）。捨てペット歴が長いため、人間不信に陥っている。みいゆより小柄だが、学力的にも精神年齢的にも、みいゆよりも上。
身長：141cm 体重：36kg B：71 W：48 H：73

### サブキャラクター
秋山の父
電話の声でのみ登場。軽いノリの性格。
黒尽くめの男
厚手の黒ジャンパー、黒の帽子、サングラスにマスクという、見るからに怪しそうな人物。登校中に襲い掛かってくる。

## スタッフ
- プロデューサー - タカダカズキ
- シナリオ - ますだ由希
- 原画 - ねこねこ、甲斐
- 音楽 - wata (I've)

## 主題歌
オープニングテーマ「消えない想い」
作詞：ますだ由希 / 作曲・編曲：羽越実有（I've） / 歌：詩月カオリ / コーラス参加：KOTOKO